# Schließt die Gruft! ihr Trauerglocken
Schließt die Gruft! ihr Trauerglocken (BWV Anhang 16) ist eine verschollene Trauerkantate von Johann Sebastian Bach, die er in Leipzig komponierte und wahrscheinlich 1735 aufführte. Der Text stammt von Balthasar Hoffmann. Die Musik ist verschollen; ob Johann Sebastian Bach der Komponist war, ist mangels Belegen unklar.